# 麗水機場 (韓國)
麗水機場（：／ Yeosu Gonghang）是大韓民國麗水市其中一座對外航空機場。位處麗水市與順天市中間，也因此亦有人喚作順天機場，而其正式名稱依舊是麗水機場，大韓航空對此機場的標示為「麗水＼順天」的並列式標示。
建於1972年的麗水機場一直以來是一座地方型機場，主要飛航北部的韓國首都首爾。1998年起機場開始進行擴建，原跑道由一千餘公尺長、三十公尺寬拓寬擴建為2100公尺長、45公尺寬。
機場近年來的客運量約略維持在每年六十萬人次利用的規模，不過隨著韓國取得2012年世界博覽會主辦權，韓國政府在2006年再次對麗水機場進行跑道加長，現在跑道已加長至2500公尺，可供大型客機起降。在2012年5月中，麗水世博開幕，韓國政府在麗水機場內增加臨時設施並設置海關與免稅店，麗水機場暫時升格為國際機場，待世博結束後已经恢復成國內機場。世博期間，麗水機場有來自中國、日本、臺灣、泰國的國際旅遊包機航線飛航。

## 航空公司與航點
| 航空公司       | 目的地          |
| -------------- | --------------- |
| 韓亞航空（OZ） | 首爾/金浦、濟州 |
| 濟州航空（7C） | 首爾/金浦、濟州 |
| 真航空（LJ）   | 首爾/金浦       |

使用機型：

- 韓亞航空：A320、A321
- 真航空：738
- 濟州航空：738

## 外部連結
- 麗水機場（页面存档备份，存于）（英文）